# Van Barmentloe

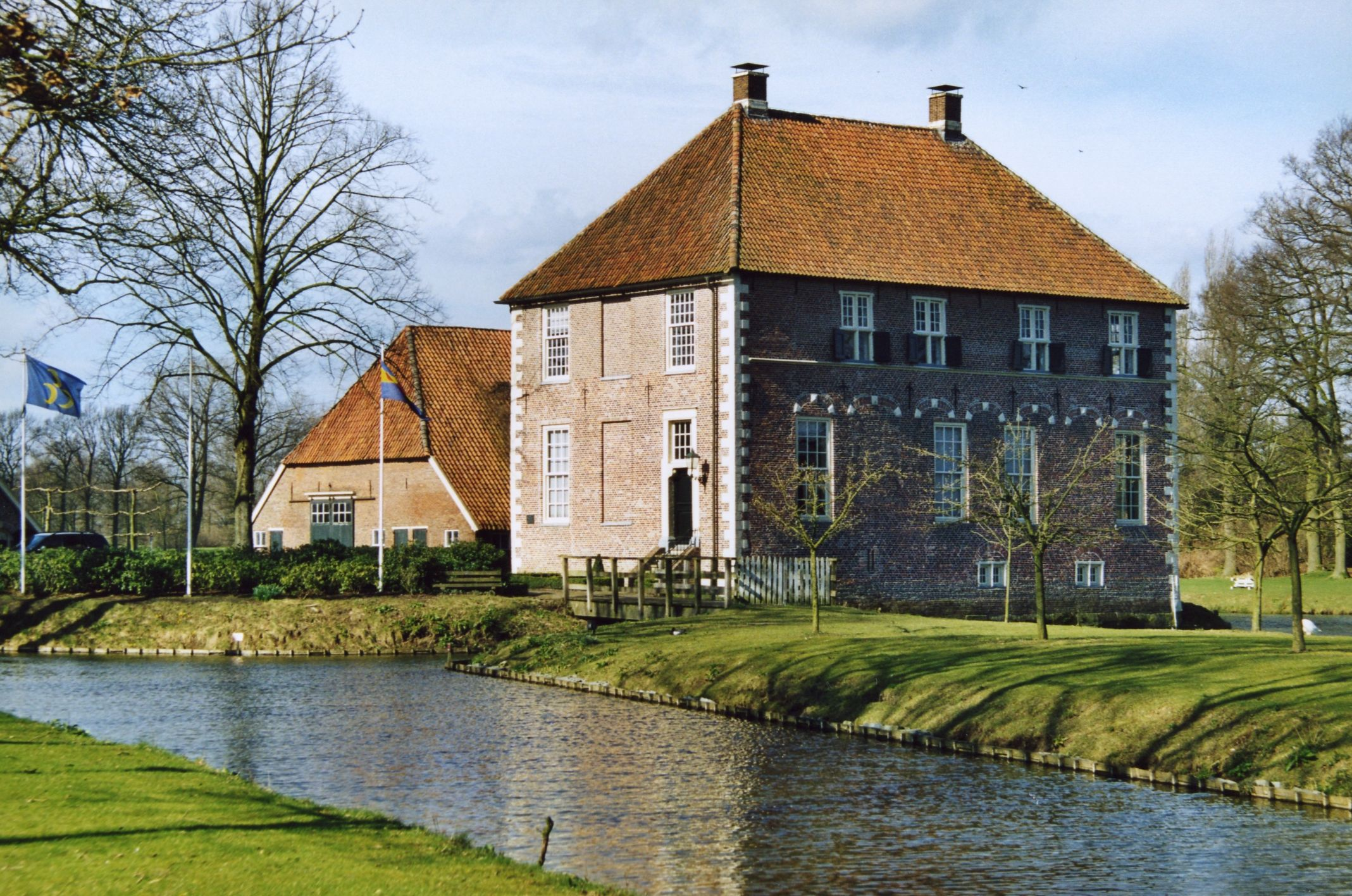
Huize De Kamp

(Van) Barmentloe (ook: (Van) Barmentlo) was een adellijke familie waarvan leden zitting hadden in de ridderschappen van Overijssel en Borculo. Vanaf de 15e eeuw had de familie bezittingen in de heerlijkheid Borculo en in Twente, waaronder de Hagmeule (vanaf 1479 tot ca. 1580) en Huize De Kamp (16e eeuw). Johan van Barmentlo (t 1512) verscheen als riddermatige voor het eerst ter klaring te Deventer op 10 juli 1484.
Het wapen dat dit geslacht droeg was: In zilver twee zwarte posthoorns met zilveren beslag, schuingekruist en de mondingen van onder.